# Syntomacris nigripes
Syntomacris nigripes är en insektsart som beskrevs av Marius Descamps 1978. Syntomacris nigripes ingår i släktet Syntomacris och familjen gräshoppor. Inga underarter finns listade i Catalogue of Life.